# Баеда Мар'ям III
Баеда Мар'ям III — негус Ефіопії упродовж кількох днів у квітні 1826 року.